# Hans Rogler

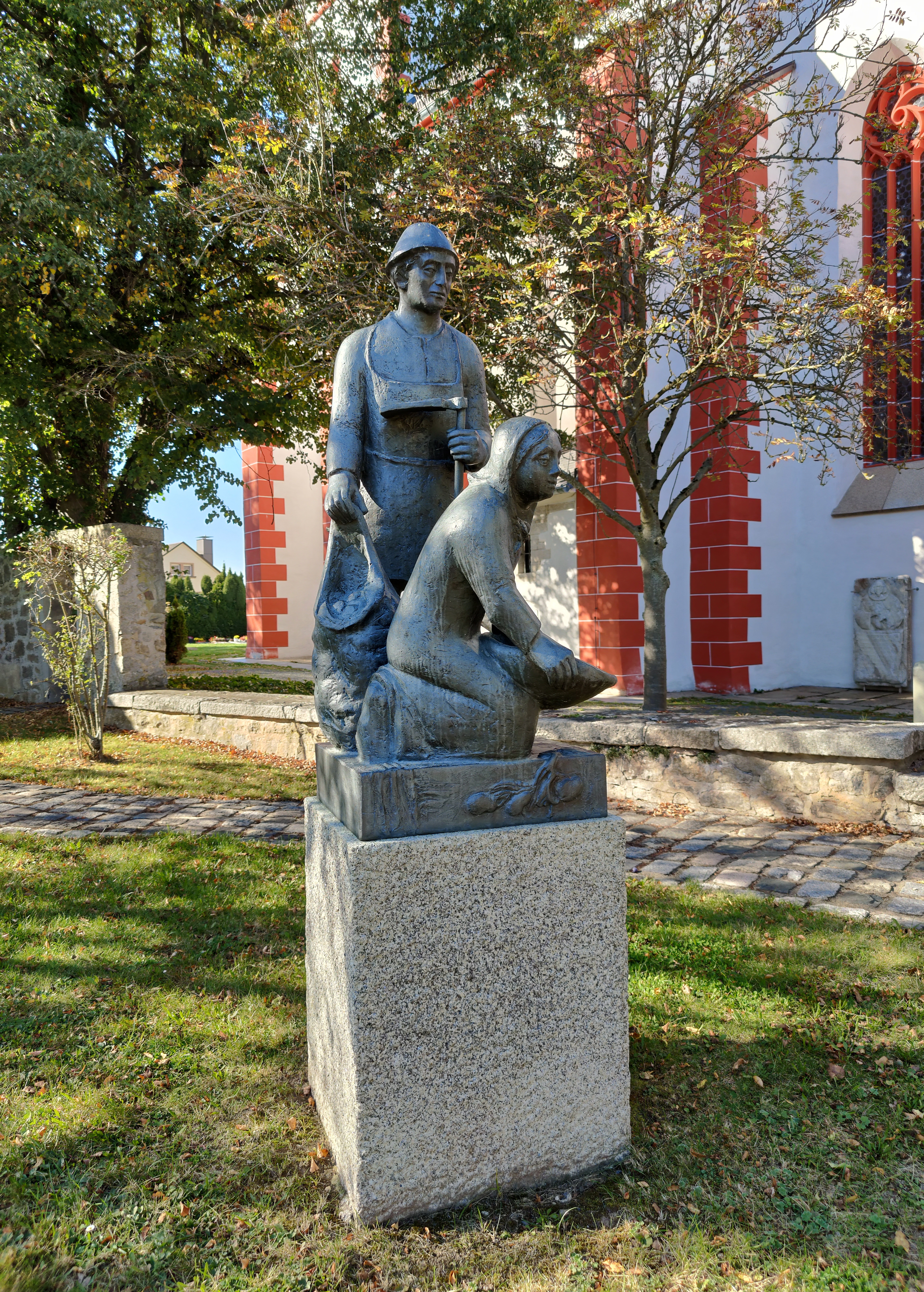
Kartoffeldenkmal in Pilgramsreuth

Hans Rogler war ein deutscher Bauer.
Rogler soll als erster deutscher Bauer 1647 Kartoffeln in die Erde gelegt haben. Dies soll geschehen sein in dem Dorf Pilgramsreuth nahe der Stadt Rehau im heutigen oberfränkischen Landkreis Hof in Bayern. In Pilgramsreuth erinnert heute ein Denkmal an ihn. Rogler selbst erhielt die Knollen in Roßbach (heute Tschechien) von Verwandten, die sie wiederum von einem holländischen Soldaten erhalten haben sollen.